# Aeroporto de Araçatuba
O Aeroporto de Araçatuba / Dario Guarita (ARU) é um aeroporto regional do interior paulista administrado pela Aeroportos Paulistas. Possui pista asfaltada com 2.120m de comprimento e 35m de largura, comportando aeronaves como Boeing 737 e Airbus 320, tendo registrado o terceiro maior movimento em número de passageiros administrados pelo Departamento Aeroviário do Estado de São Paulo (DAESP) em 2007.
O aeroporto começou a ser construído em 1956 pela prefeitura da cidade e, posteriormente, passou ao controle do estado, o qual o modernizou e o reinaugurou como um aeroporto estadual regional em 1991.
O aeroporto atualmente conta com voos regulares de duas companhias aéreas: Azul, com voos para Viracopos/Campinas (VCP) e GOL Linhas Aéreas, com voos para o Aeroporto de São Paulo-Congonhas (CGH).

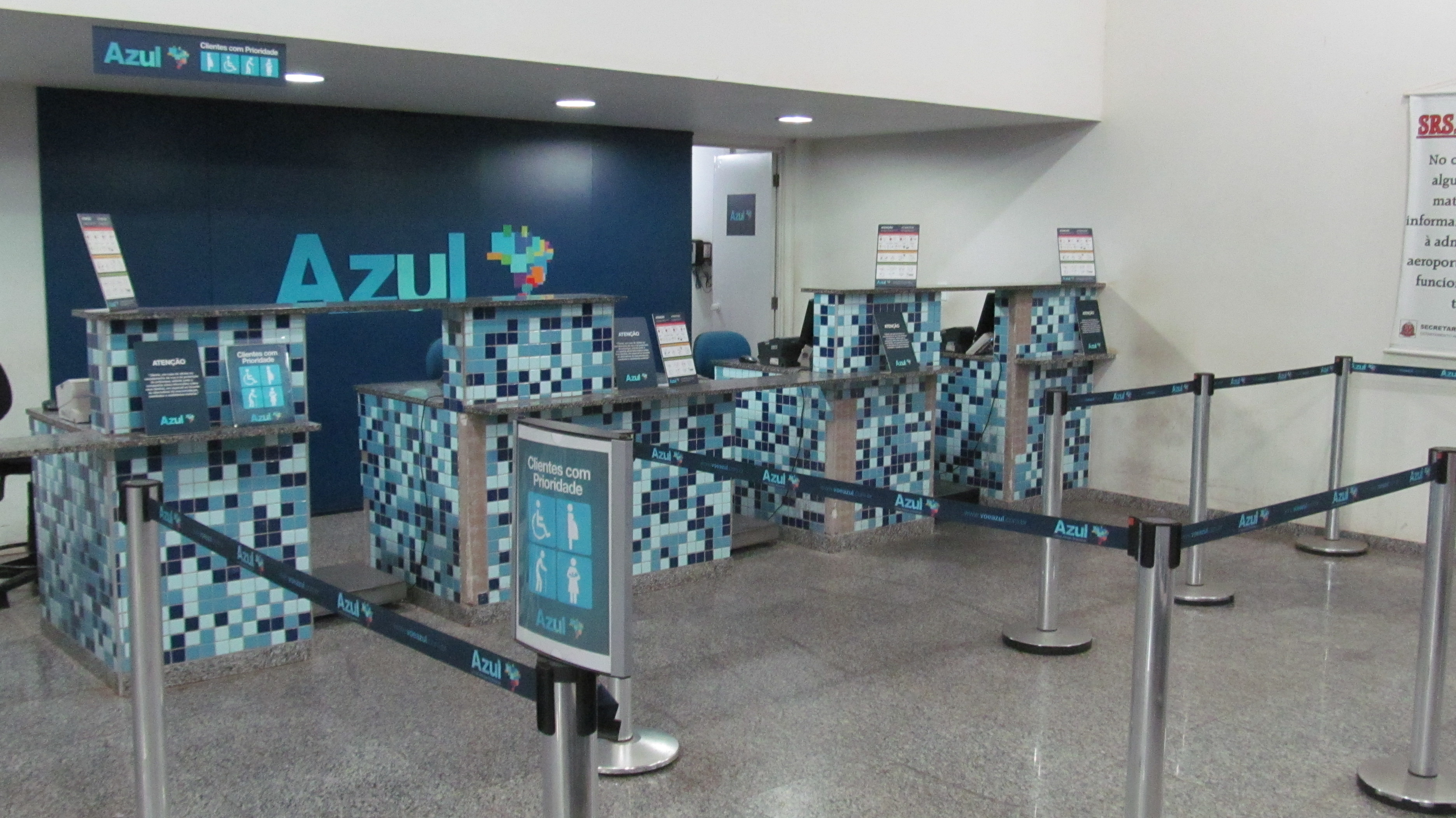
Balcão de Check-in Azul

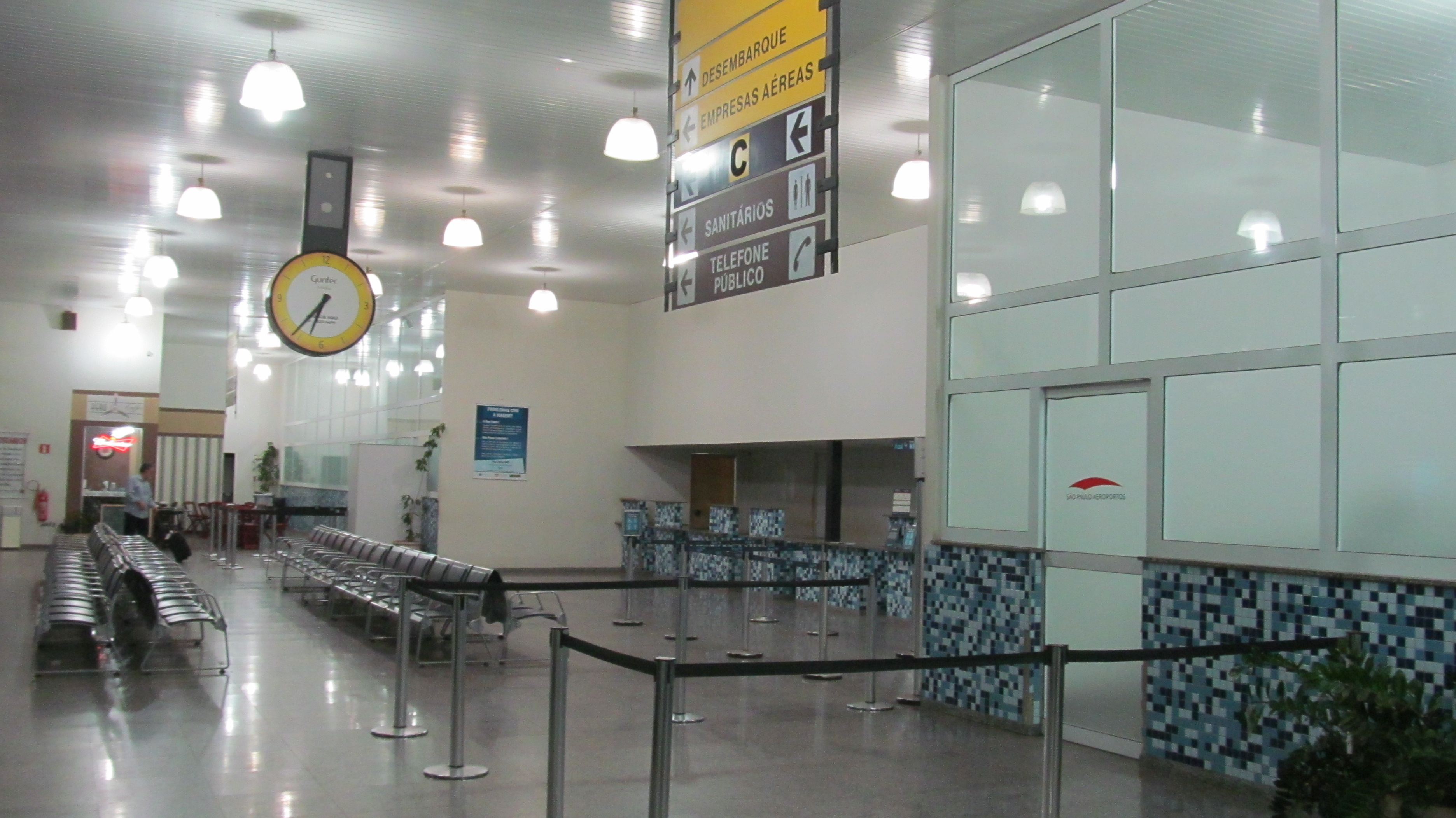
Hall do aeroporto de Araçatuba, desembarque, check-in e embarque.

## Movimento de passageiros
<thead>
    
  </thead>
  <tbody>
    
  </tbody>

| Ano  | Passageiros |
| ---- | ----------- |
| 2001 | 49.525      |
| 2002 | 43.346      |
| 2006 | 30.346      |
| 2007 | 79.932      |
| 2008 | 74.798      |
| 2009 | 56.207      |
| 2010 | 78.296      |
| 2011 | 123.807     |
| 2012 | 190.571     |
| 2013 | 164.981     |
| 2014 | 128.228     |
| 2015 | 108.993     |
| 2016 | 112.100     |
| 2017 | 95.303      |
| 2018 | 101.627     |
| 2019 | 115.671     |

## Acidentes
Segundo publicado no jornal Folha da Região numa edição de 27 de junho de 2004, após decolar do Aeroporto de Campo Grande (CGR), capital do estado de Mato Grosso do Sul, às 15h15 do dia 05/10/1983, um voo com escala em Araçatuba fez duas tentativas perdidas de aproximação no Aeroporto de Araçatuba (ARU) sob chuva torrencial, a tripulação do Embraer EMB-110 Bandeirante da TAM decidiu tentar uma aproximação em condições visuais e acabou colidindo com o terreno, em curva, já próximo da cabeceira da pista. Seis pessoas morreram.